# Каратал (Есильский район)
Каратал (каз. Қаратал) — село в Есильском районе Северо-Казахстанской области Казахстана. Входит в состав Николаевского сельского округа. Код КАТО — 594251200.

## Население
В 1999 году население села составляло 200 человек (108 мужчин и 92 женщины). По данным переписи 2009 года, в селе проживало 138 человек (74 мужчины и 64 женщины).